# Amblin'
Amblin és un curtmetratge americà dirigit per Steven Spielberg el 1968, amb Richard Levin, Pamela Mcmyler i Henry Axelrod.

## Argument
Amblin 'conta la història de dos joves, un home i una dona, que es troben al desert, i que decideixen viatjar junts. Partiran doncs del desert, i aniran fins al Pacífic en autostop, sense intercanviar ni una paraula.

## Repartiment
- Richard Levin: el jove
- Pamela McMyler (amb el nom de Pam McMyler): la jove
- Henry Axelrod: el conductor del Porsche.

## Comentari
Aquest curt és una de les primeres posades en escena de Steven Spielberg. D'altra banda, aquesta obra té un lloc particular en la filmografia de l'autor, ja que Spielberg, quan va muntar el seu estudi, el va anomenar Amblin Entertainment, en record del seu curtmetratge. És també amb aquest rodatge quan el director va intentar el començament d'una relació professional amb Allen Daviau. Una col·laboració que passarà per ET, l'extraterrestre el 1982 i que durarà fins a 1987 amb L'imperi del Sol.